# Augusteum und Lutherhaus Wittenberg

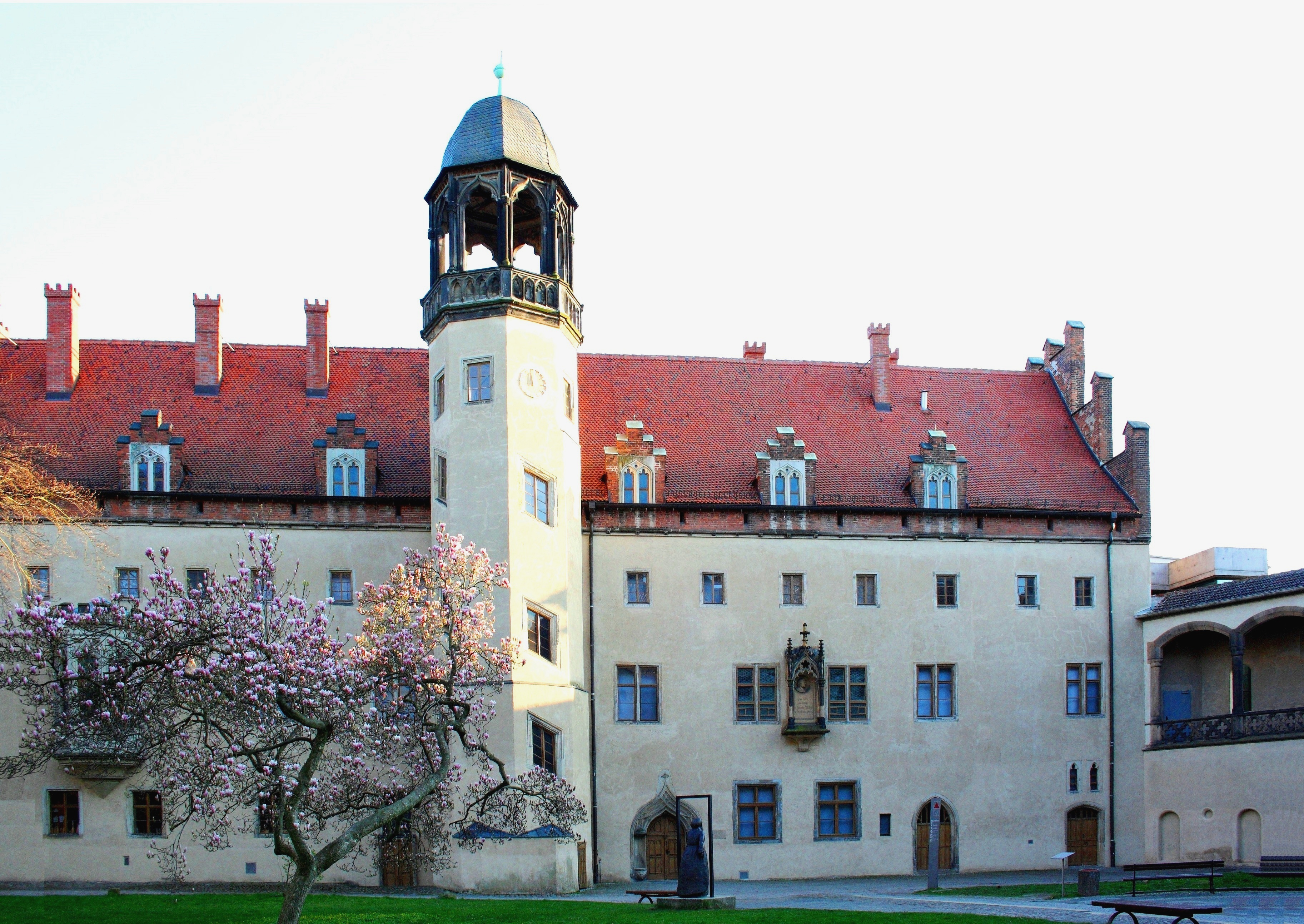
Das Lutherhaus in Wittenberg

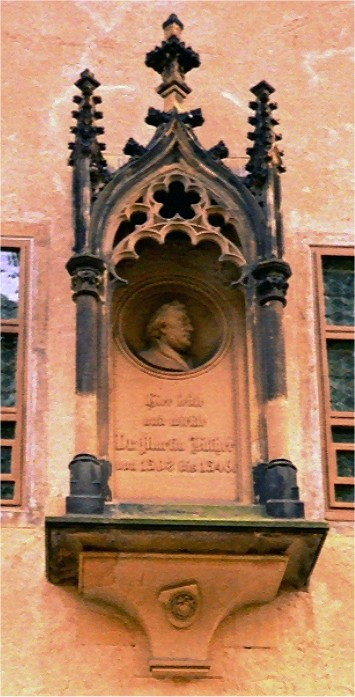
Lutherbild am Lutherhaus

Das Augusteum entstand als Erweiterungsbau der Universität Wittenberg Leucorea. Der repräsentative Schaufassadenbau beherbergte bis 2012 das evangelische Predigerseminar. Vom Eingangsportal des Augusteums gelangt man in den Innenhof, wo sich früher der botanische Garten der Universität befand, und erblickt das ehemalige Wohnhaus Martin Luthers. Heute befinden sich in dem Gebäude das reformationsgeschichtliche Museum und seine umfangreichen Sammlungen von Bildern, Schriften und Exponaten der Reformationszeit. Seit 1996 ist das Lutherhaus, das bis dahin offiziell Lutherhalle hieß, Bestandteil der Reformationsstätten der Lutherstadt Wittenberg Weltkulturerbe der UNESCO.

## Lutherhaus
1503 erhielten die zum ersten Semester der Universität in Wittenberg eingetroffenen Augustinermönche das Grundstück des Heiliggeisthospitals am Elstertor zugewiesen und begannen 1504 mit dem Bau des Augustinerklosters. Dieses sogenannte Schwarze Kloster war als Bildungsstätte und Schlafhaus der sächsischen Augustinermönche bestimmt, für das – in Verbindung mit der Universität eingerichtete – Ordensstudium. Nach seiner Priesterweihe im Erfurter Augustinerkloster wurde Martin Luther vom Ordensgeneral Johann von Staupitz 1507 dem neu gegründeten Wittenberger Konvent zugewiesen und wohnte im Augustinerkloster. Er wurde an der Universität promoviert und übernahm 1512 die Professur für Bibelerklärung. In den folgenden Jahren, die den Durchbruch seiner neuen Theologie brachten, bewohnte er eine Zelle im Südwesten des Konventhauses, das im 18. Jahrhundert abgebrochen wurde. Nach dem Durchbruch der Reformation überließ der Kurfürst das verwaiste Kloster 1524 Martin Luther und seiner Familie, die es bis zum Tode Luthers bewohnten.
1564 verkauften die Erben Luthers das Gebäude an die Universität, die ein Alumnat für Stipendiaten in dem Gebäude einrichtete. 1565 begannen Bauarbeiten, insbesondere an dem neuen Wendelstein vor der Hoffront des Hauses. Das alte Refektorium im Erdgeschoss, die Mensa Communis, wurde neu eingewölbt und der große Saal im ersten Obergeschoss erneuert, wie auch nochmals 1697. Er diente als Auditorium Theologicum für Vorlesungen und Disputationen und genoss als Luthers Hörsaal besondere Achtung.
Zu den großen, regelmäßig in der Lutherstube beginnenden Universitätsfesten versammelten sich in dem Saal Ehrengäste sowie Doctoren, Licentiaten und Adiuncti, die nicht dem eigentlichen Lehrkörper angehörten.
Im frühen 18. Jahrhundert befand sich im Erdgeschoss neben dem Konvikt die Wohnung des Minister publicus natu major und unter der Lutherstube die des Speisers der Mensa. Im ersten Obergeschoss befanden sich neben dem Großen Hörsaal weitere Wohnräume des Minister publicus, im obersten Geschoss elf Burschenstuben. Die Lutherstube blieb weiterhin unbewohnt.
Bei der Belagerung von 1760 kam das Haus mit geringen Beschädigungen davon. Von 1761 bis 1813 diente es nach notdürftiger Instandsetzung als Lazarett. Nach der Auflösung der Wittenberger Universität 1815 erhielt das neu gegründete Königliche Predigerseminar im Augusteum das leerstehende Haus. Da es dies aber nicht nutzen konnte, richtete man hier 1834 die Lutherschule als Armen-Freischule ein. Der traurige Zustand der Baulichkeiten erregte 1842 Anstoß, sodass 1853–1856 ein Wiederaufbau unter der Leitung von Friedrich August Stüler stattfand. Auf Initiative des Wittenberger Bürgermeisters Schild wurde 1877–1883 ein reformationsgeschichtliches Museum im Lutherhaus eingerichtet. Seitdem fanden laufende Instandsetzungsarbeiten statt. Im Jahr 2004 wurden bei Ausgrabungsarbeiten ein altes Gewölbe entdeckt und freigelegt. Dieses soll jetzt in den Museumsrundgang der Gedenkstätte integriert werden.

## Augusteum

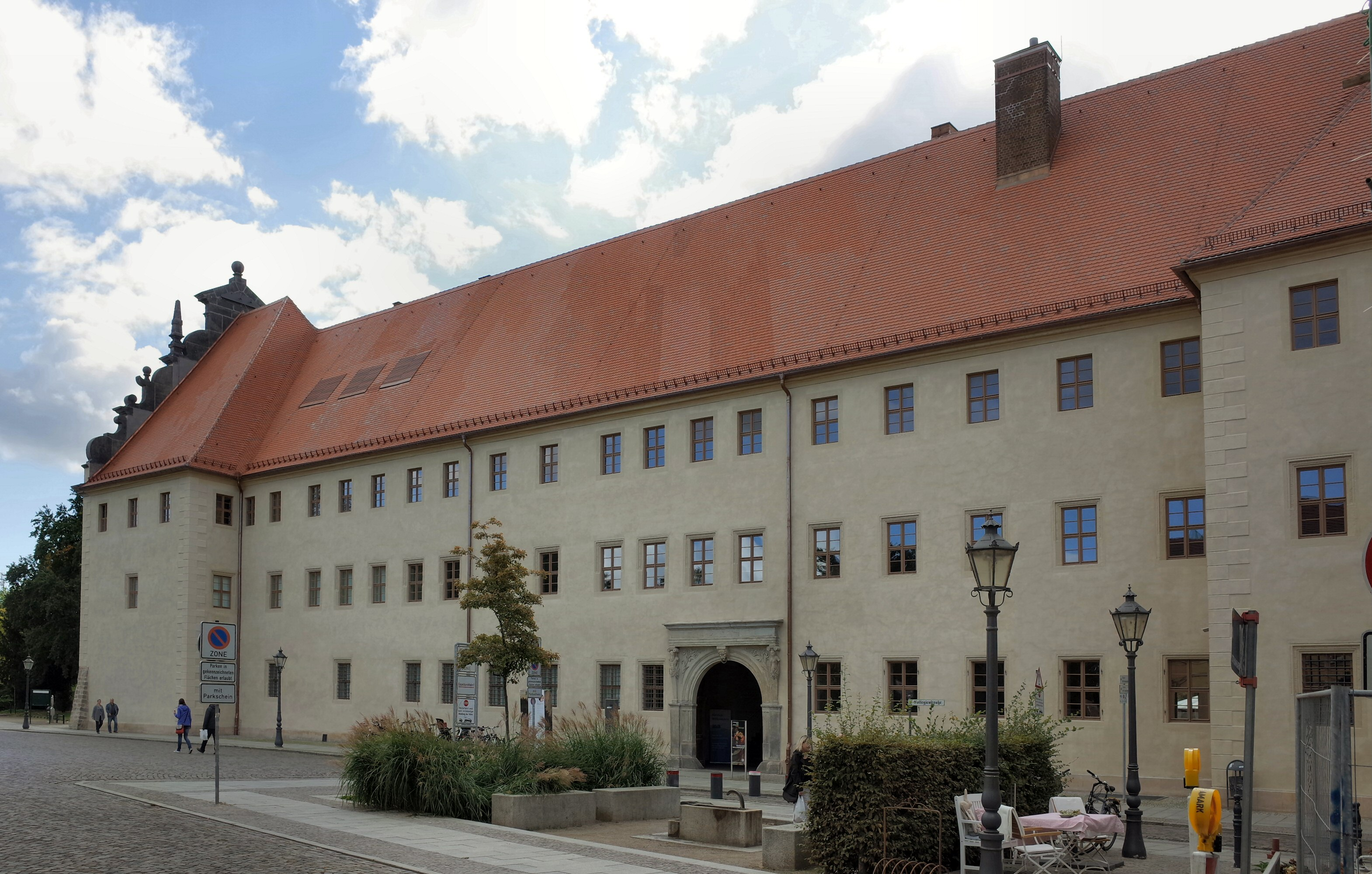
Augusteum

Der Ausbau der Universität unter Kurfürst August zog nach der Umgestaltung des 1564 erworbenen Lutherhauses zum Kollegium einen Erweiterungsbau nach sich. Das fast unbebaute Gelände an der Collegienstraße bot sich dafür an. 1579 wurde der kurfürstliche Baumeister Hans Irmisch mit dem Erweiterungsbau beauftragt, der unter dessen Leitung von 1580 bis 1582 errichtet wurde.
Allerdings mussten 1597 erneute Ausbauarbeiten stattfinden, da bereits ein Erker eingestürzt und die inneren zu hoch waren, sodass sie im Winter nicht ordentlich zu beheizen waren.
1598 wurde die Universitätsbibliothek aus dem Schloss in den Neubau des Augusteums überführt und in der östlichen Hälfte des Erdgeschosses eingerichtet. Die seitdem als untere Bibliothek bezeichnete Universitätsbücherei besaß 1678 bereits 1300 Bücher, die bis zur Mitte des 18. Jahrhunderts etwa 16.000 Bände umfassten.
Im Westteil, neben der früheren Druckerei und späteren Wohnung des lictor Academicus, befindet sich seit 1686 das anatomische Theater, über dessen Tür außen die von Johann Thiele verfertigte Inschrift stand: „Qui vivi noscere mali, post funera prosunt, / Et petit ex ipsa commoda morte salus. / Theatr. Anat. extruct. a. 1686. / J(oanne). T(hiele). M(edicinae). D(octore). A(nat.). e(t). B(otan.). P(rofessore). P(ublico).“ In den Nachbarräumen befindet sich seit 1736 das Museum „anatomicum“ mit der bedeutenden Ruischischen Präparatesammlung, die 1733 König August III. der Universität geschenkt hatte.

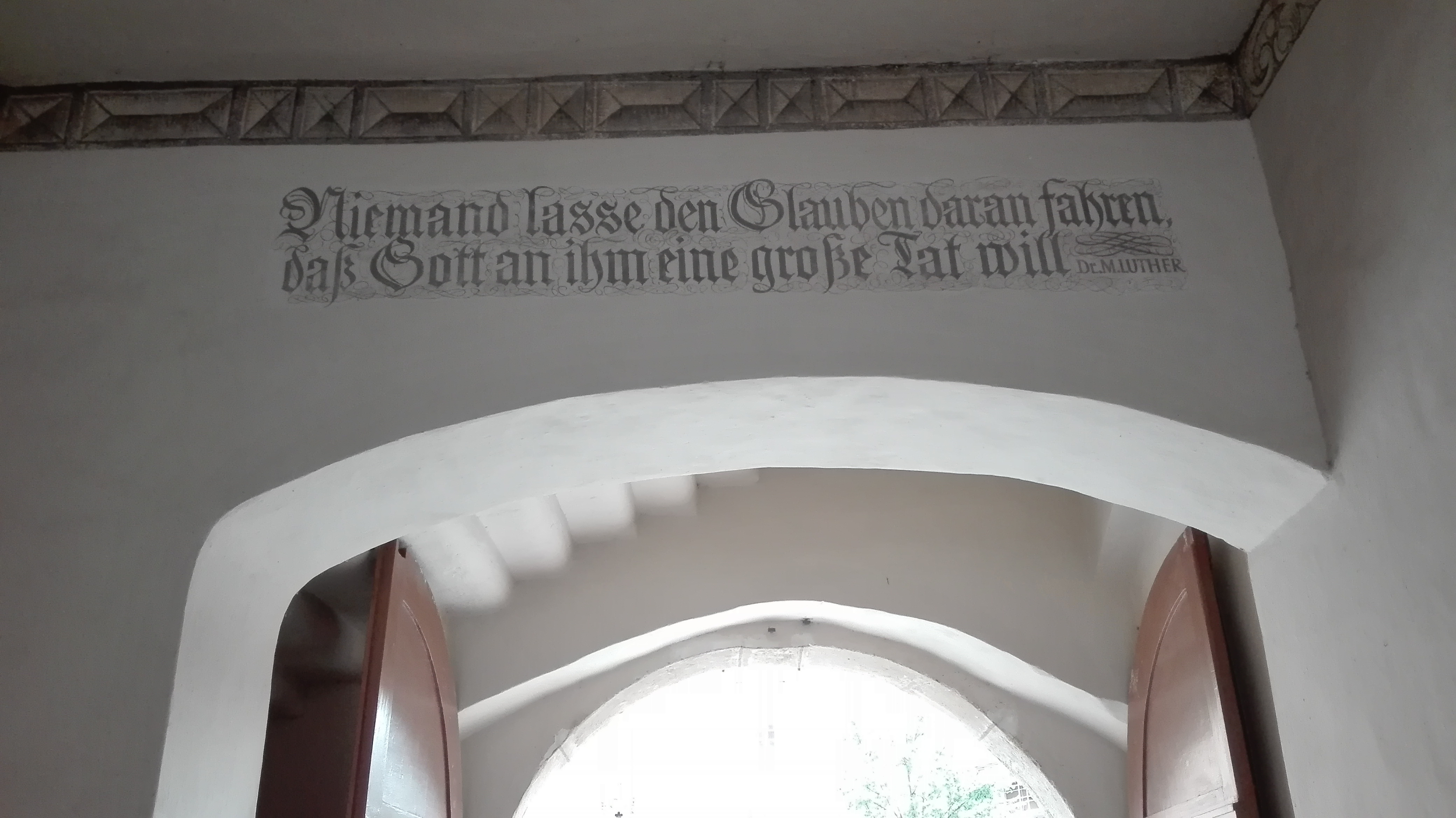
Lutherzitat im Torbogen des Augusteums

Im ersten Obergeschoss befindet sich der Fürstensaal; hier waren die Bildergalerien der sächsischen Kurfürsten und Schirmherren der Universität. Des Weiteren enthält dieser Saal die Tafeln der Geschlechtsregister der Könige von Dänemark, Braunschweig und Brandenburg samt deren Stammtafeln, wo die repräsentativen Jubiläumsfeierlichkeiten zur Hoftafel oder zum Doktorschmaus stattfanden. 1781 wurde der Fürstensaal, der im Siebenjährigen Krieg als Lazarett gedient hatte, als Kornboden benutzt. 1789 hatte der Fürstensaal die Ponickausche Bibliotheksstiftung aufgenommen, die 11.000 Bücher und eine noch größere Anzahl von kleineren Stücken umfasst. Daraufhin wurden gegen 1796 die Bibliothek wie auch der Fürstensaal durch den Einbau weiterer Säulen gesichert, die im 19. Jahrhundert durch Einfassung verdorben wurden.
Im zweiten Obergeschoss befanden sich 14 Studentenstuben. Im Seitenflügel des Augusteums befanden sich um 1725 im dritten und vierten Geschoss auch Wohn- und Wirtschaftsräume, um 1756 in der zweiten Etage die Bestände der 1725 von G. M. Cassai gestifteten Ungarischen Bibliothek. Nach der Vereinigung der Universität Wittenberg 1813 ihrer mit der Universität Halle 1817 zog das in diesem Jahre begründete Predigerseminar in das verwaiste Augusteum ein. Gleichzeitig wurde auch das Universitätsarchiv aus der kriegsbeschädigten Schlosskirche hierher überführt und bis zur Abgabe 1825, 1835 und 1838 verwahrt. Die untere Bibliothek mit den in Wittenberg verbliebenen Abteilungen Theologica und Philosophica der früheren Universitätsbücherei nahm nun noch die Ungarische Bibliothek aus dem Seitenflügel auf. Im Jahre 1900 erhielt die Ostwand des Straßenflügels nach der Schleifung der Befestigungen den aufwendigen Giebel nach einem Entwurf von Franz Schwechten. Bis zum Auszug im Jahr 2012 nutzte das Evangelische Predigerseminar den Straßen- und Seitenflügel, mit einem Teil der früheren Universitätsbibliothek in ihren ursprünglichen Räumlichkeiten.
Eigentümerwechsel
Kaum wahrgenommen von der Öffentlichkeit, gab es 2016/2017 für die Schlosskirche Wittenberg einen Eigentümerwechsel vom Staat zur Kirche: Das Bundesland Sachsen-Anhalt, vertreten von der Landesregierung mit Ministerpräsident Haseloff, verkaufte die Schlosskirche nach Abschluss aller Sanierungsarbeiten (Kosten: 8,1 Millionen Euro) an die Evangelische Kirche in Deutschland (EKD) – der symbolische Kaufpreis betrug 1 Euro. Im Gegenzug übereignete die EKD dem Land Sachsen-Anhalt das Augusteum. – Die EKD bezifferte in der Kirchenzeitung Glaube und Heimat die nun von ihr zu leistenden jährlichen Unterhaltskosten für die Schlosskirche Wittenberg mit rund 500.000 Euro.

## Botanischer Garten
Zwischen 1615 und 1668 wurde der Innenhof (Atrium) des Augusteum als Botanischer Garten gestaltet. Jedoch verwahrloste dieser so, dass er 1680 und 1688 unter den Medizinprofessoren Lessius und Thiele wiederholt neu hergerichtet und nach abermaliger Verwahrlosung durch Johann Heinrich von Heucher nach 1706 von neuem angelegt werden musste. Die 1711 von ihm veröffentlichte Vogelschau des Horti (Medici) Academie Vitembergensis zeigt eine Rabattenanlage in strengem, geometrischem Schema, dreistöckige Stellagen für Topfpflanzen und verglaste Gewächshäuser am Vordergebäude des Augusteum, dazu einen kleinen Fachwerkbau, wohl als Remise, an der östlichen Hofmauer. Nach Auflösung der Universität 1813 diente der Hofraum als Garten des Predigerseminars. Im Zuge von Baumaßnahmen wurde später der Westteil abgetrennt und als Hof mit einer halbkreisförmigen Grünanlage um den neu erbauten Brunnen des Altjungfernröhrwassers angelegt.